# Zentralinstitut für Information und Dokumentation
Das Zentralinstitut für Information und Dokumentation (ZIID) war das Zentralinstitut der DDR für Informationswissenschaft. Es wurde am 8. August 1963 gegründet und hatte seinen Sitz in Berlin.
Das ZIID war Einrichtung zur zentralen Planung, Koordinierung und Kontrolle des wiss.-techn. Informationssystems; stellte Staatsorganen und dem ZK der SED, Kombinaten, Betrieben, Forschungsinstituten, Universitäten und Hochschulen Informationen in Form von Informationsdiensten oder speziellen Recherchen zur Verfügung; unterstand zunächst der Staatlichen Plankommission, dann dem Staatssekretariat für Forschung und Technik bzw. dem Ministerium für Wissenschaft und Technik.
1968 wurde die Vereinbarung auf dem Gebiet der wissenschaftlichen Information zwischen dem Deutschen Bibliotheksverband und dem ZIID geschlossen. Das ZIID war dem sowjetischen WINITI nachgeordnet.